# Thomaskirche (Berlin-Wittenau)

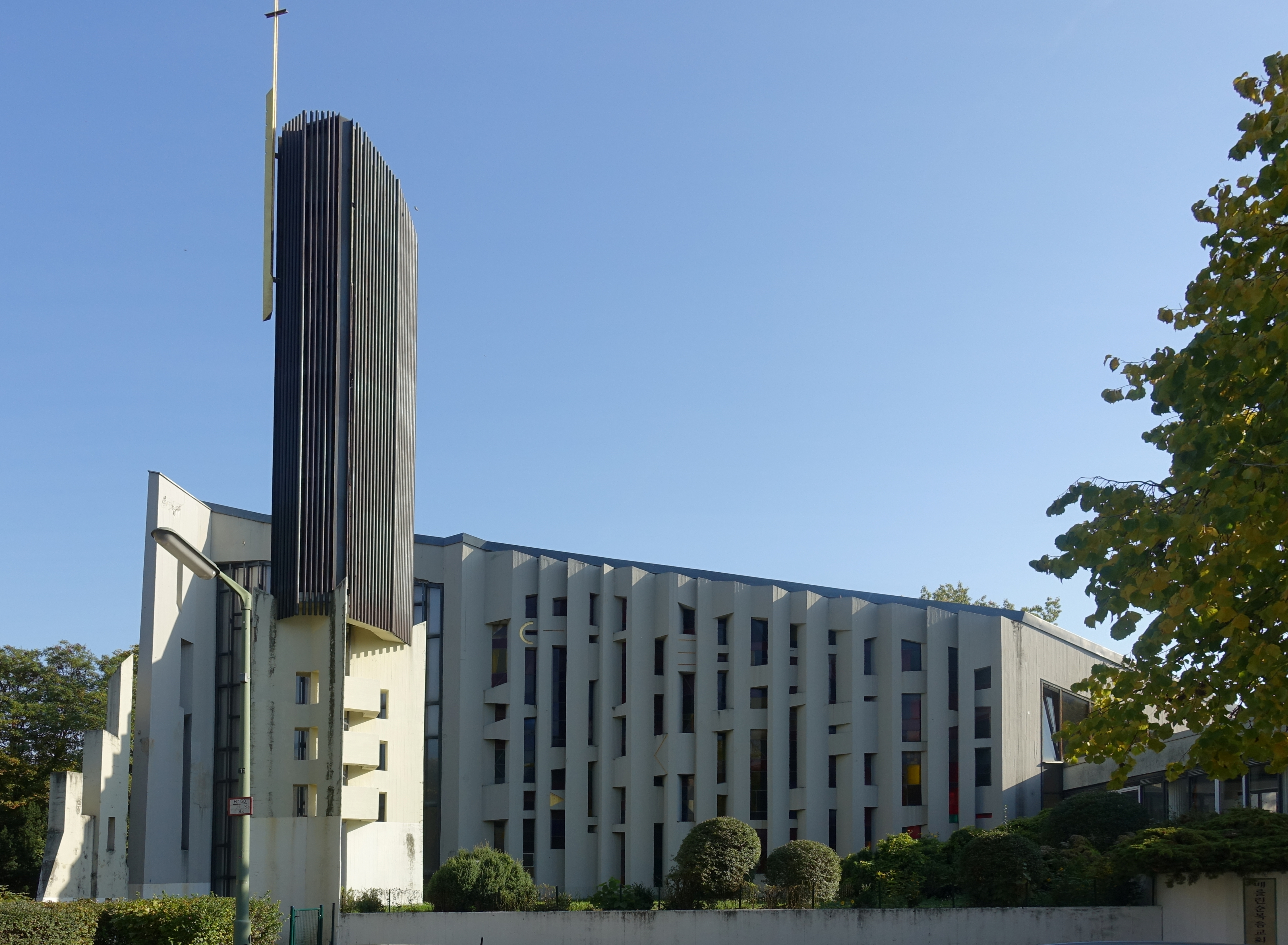
Ehemalige Thomaskirche

Die ehemalige evangelische Thomaskirche mit dem Gemeindezentrum steht in der Blunckstraße 14–16 im Berliner Ortsteil Wittenau des Bezirks Reinickendorf. Der Gebäudekomplex, entworfen von Ludolf von Walthausen, wurde am 30. März 1969 eingeweiht. 

## Geschichte
1968–1969 wurde die Thomaskirche mit etwa 350 Plätzen als zweite Gottesdienststätte der Kirchengemeinde der Dorfkirche Wittenau errichtet. Die Baukosten betrugen rund 2,25 Millionen Mark (kaufkraftbereinigt in heutiger Währung: rund 5 Millionen Euro). Später wurde sie um das eingeschossige Gemeindezentrum ergänzt. Seit den 1990er Jahren wird die Kirche von der Full Gospel Gemeinde genutzt, die Mitglied des Bundes Freikirchlicher Pfingstgemeinden ist.

## Baubeschreibung
Der Grundriss der Kirche ist ein unregelmäßiges Polygon. Ihre Wände bestehen überwiegend aus Sichtbeton. Nur im Westen zur Straße hat die Betonwand senkrechte Rippen, zwischen denen sich unregelmäßig Öffnungen befinden, die farbig verglast sind. In Höhe des Altarraums wird die Wand mit einem großen, versprossten Fenster abgeschlossen. Die Dachkonstruktion des flach geneigten Pultdaches der Kirche besteht aus fächerförmig angeordneten Leimbindern, die auf Pfeilern aus Stahlbeton aufliegen. Im Gottesdienstraum ist der Altarbereich erhöht. Eine klassische Empore ist zwar nicht vorhanden, aber der über eine Treppe zugängliche erhöhte Bereich dient derselben Funktion. Zur Betonung der Längsachse befindet sich in der Altarwand im Norden ein senkrechter Schlitz, der farbig verglast ist.

## Glockenturm
Der Unterbau des Campanile besteht aus Beton. Darüber liegt die Glockenstube, die mit vertikal angeordneten schwarzen Metallrohren verkleidet ist. In ihr hängt ein Geläut aus vier Bronzeglocken, das 1969 von Petit & Gebr. Edelbrock gegossen wurde.
| Schlagton | Gewicht (kg) | Durchmesser (cm) | Höhe (cm) | Inschrift      |
| --------- | ------------ | ---------------- | --------- | -------------- |
| g′        | 670          | 103              | 86        | MATTHÄUS.      |
| a′        | 450          | 092              | 74        | PAULUS.        |
| e′′       | 270          | 076              | 63        | JESAJA.        |
| d′′       | 180          | 067              | 56        | MARTIN LUTHER. |